# سپاه ولی عصر خوزستان

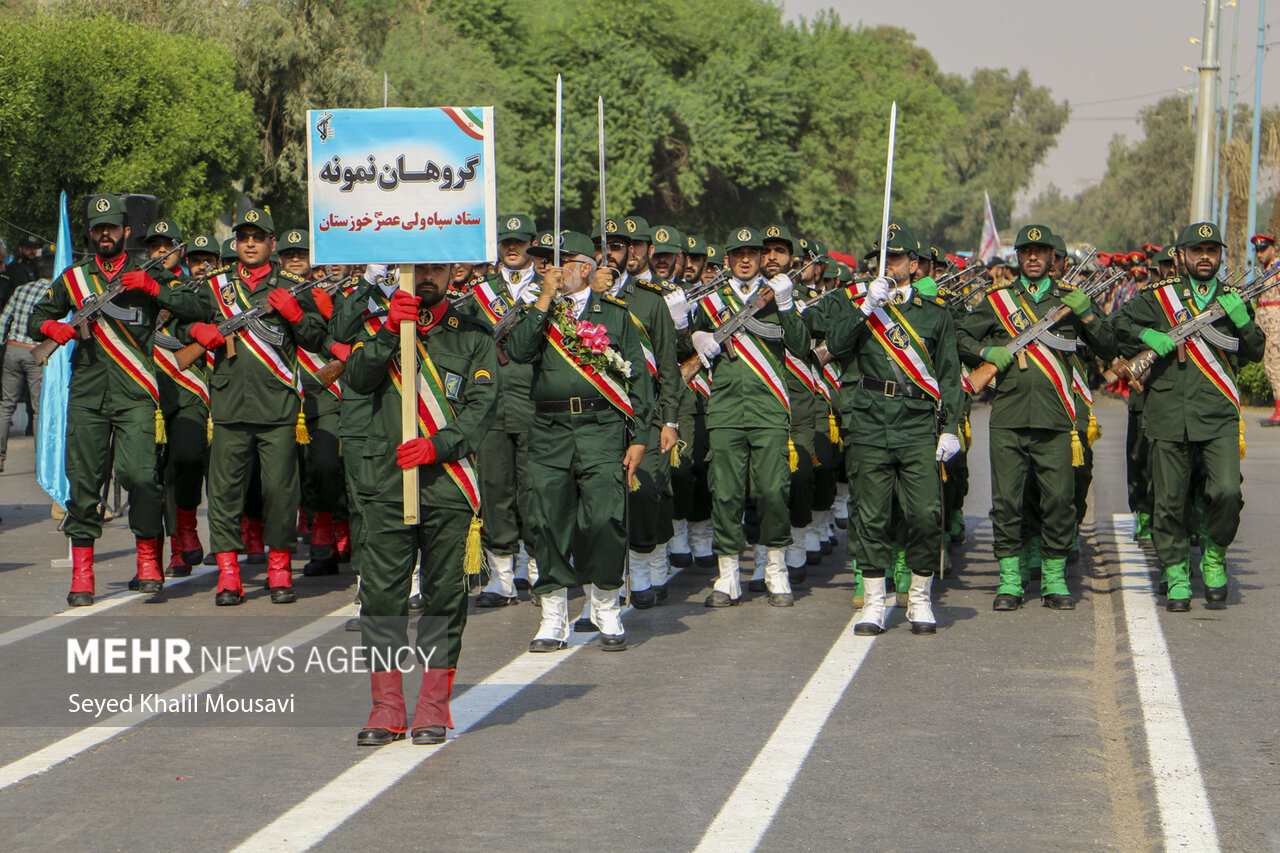
رژه نیروهای سپاه ولی‌عصر خوزستان به‌مناسبت سالگرد جنگ ایران و عراق در سال ۱۴۰۱، اهواز

سپاه ولی عصر خوزستان یگان نظامی-امنیتی و از سپاه‌های استانی زیرمجموعه سپاه پاسداران انقلاب اسلامی است، که ستاد فرماندهی آن در شهر اهواز مستقر می‌باشد و وظیفه فرماندهی و کنترل کلیه یگان‌های سپاه و بسیج مستقر در استان خوزستان را برعهده دارد.
پیشینه شکل‌گیری این یگان به دی‌ماه ۱۳۶۰ و تشکیل تیپ ۷ ولی عصر در خلال جنگ ایران و عراق بازمی‌گردد. سپاه ولی‌عصر خوزستان در سال ۱۳۸۷ در پی اجرای طرح تغییرات ساختاری در سپاه پاسداران و ادغام واحدهای بسیج و نیروی زمینی سپاه در استان خوزستان تأسیس شد.
مهم‌ترین یگان‌های زیرمجموعه این سپاه، لشکر ۷ زرهی ولی عصر، تیپ ۱۵ نیروی‌مخصوص امام حسن بهبهان، تیپ تکاور حضرت مهدی اندیمشک، تیپ ۵۱ زرهی حجت اهواز، گروه موشکی و توپخانه ۶۴ الحدید و تیپ ۷۲ زرهی محرم آبادان (از نیروی زمینی سپاه) و منطقه سوم دریایی امام حسین ندسا (از نیروی دریایی سپاه) همچنین ۲۹ سپاه ناحیه‌ای (نواحی بسیج شهرستان‌های استان) همچون سپاه اهواز، سپاه دزفول، سپاه مسجدسلیمان، سپاه آبادان، سپاه خرمشهر، سپاه اندیمشک، سپاه ایذه، سپاه بهبهان، سپاه شوشتر، سپاه ماهشهر و سپاه رامهرمز می‌باشند. سپاه ولی‌عصر همچون سایر سپاه‌های استانی، دارای گردان‌های واکنش‌سریع بیت‌المقدس، گردان‌های امنیتی امام علی، گردان‌های الزهرا و امام حسین از نیروهای بسیج، در زیرمجموعه خود می‌باشد. در حال حاضر سرتیپ پاسدار حسن شاهوارپور فرماندهی سپاه ولی‌عصر خوزستان را برعهده دارد.